# Bartosz Jankowski
Bartosz Jankowski (ur. 4 sierpnia 1996 we Włocławku) – polski koszykarz grający na pozycjach rzucającego obrońcy lub niskiego skrzydłowego. Wychowanek Anwilu Włocławek. Rozegrał ponad 20 meczów w Polskiej Lidze Koszykówki. Najmłodszy koszykarz w historii Anwilu, który zagrał w najwyższej klasie rozgrywkowej. Obecnie zawodnik Grupa Sierleccy-Czarnych Słupsk.

## Życiorys

### Kariera klubowa

#### Gra we Włocławku (do 2015)
Jankowski jest wychowankiem Anwilu Włocławek. W ligowych rozgrywkach seniorskich zadebiutował w sezonie 2012/2013. W barwach WTK Włocławek wystąpił wówczas w 13 meczach III ligi, w których zdobył łącznie 194 punkty (średnio po 14,92 na mecz). W tym samym sezonie zadebiutował także w pierwszej drużynie Anwilu w rozgrywkach Polskiej Lidze Koszykówki – biorąc udział w rozegranym w grudniu 2012 roku meczu przeciwko Kotwicy Kołobrzeg miał 16 lat i 133 dni, tym samym stając się najmłodszym koszykarzem w historii, który zagrał w barwach włocławskiego klubu w najwyższej klasie rozgrywkowej. Był to jego jedyny występ w PLK w sezonie 2012/2013.
W kolejnych rozgrywkach (2013/2014) zagrał w 6 spotkaniach najwyższej klasy rozgrywkowej, w których zdobył łącznie 4 punkty (średnio po 0,7 na mecz). Zagrał także w 3 meczach III ligi w barwach TKM-u Włocławek, w których zdobył łącznie 28 punktów (średnio po 9,33 na mecz). W sezonie 2014/2015 rozegrał 9 meczów w PLK, w których nie zdobył punktu. Ponownie grał również w rozgrywkach III ligi w barwach TKM-u.

#### Wyjazd do Gdyni (od 2015)
W sierpniu 2015 został zawodnikiem Asseco Gdynia. Oprócz gry w pierwszym zespole występuje także w drugoligowych rezerwach Asseco. W sezonie 2015/2016 w barwach drugiej drużyny Asseco rozegrał 21 spotkań II ligi, zdobywając przeciętnie po 15 punktów, 3,2 zbiórki i 2,6 asysty na mecz. Ponadto, wraz z zespołem U20 Asseco zwyciężył w rozgrywkach EYBL w tej kategorii wiekowej, zdobywając tytuł MVP turnieju finałowego.
11 sierpnia 2018 dołączył do Polpharmy Starogard Gdański.
7 lipca 2021 zawarł po raz kolejny w karierze umowę z Asseco Arką Gdynia. 30 września 2021 został zawodnikiem Grupy Sierleccy-Czarnych Słupsk.

### Kariera reprezentacyjna
W lipcu 2011 Jankowski został powołany do szerokiej kadry reprezentacji Polski do lat 15. Z kolei w maju 2014 roku otrzymał powołanie do reprezentacji Polski do lat 18.

## Osiągnięcia
Stan na 23 października 2021, na podstawie, o ile nie zaznaczono inaczej.
Drużynowe
- Mistrz Polski juniorów starszych (2016)

Indywidualne
- MVP turnieju finałowego U–20 EYBL (2016)

Reprezentacja
- Uczestnik mistrzostw Europy U–20 dywizji B (2016 – 6. miejsce)